# Doratonotus
Doratonotus is een monotypisch geslacht van straalvinnige vissen uit de familie van lipvissen (Labridae).

## Soort
- Doratonotus megalepis Günther, 1862